# Jacques Malleville
Jacques Malleville, né le 27 juillet 1929 à Bordeaux et mort le 7 mars 1987 à Paris, est un homme politique français, député du 11e arrondissement de Paris.

## Biographie
Après avoir quitté la vie politique, il dirige, dès 1968, les services d’administration générale de la Grande Chancellerie de la Légion d'honneur, dont il était attaché depuis 1955.